# Kamil Čontofalský
Kamil Čontofalský (Košice, 3 giugno 1978) è un allenatore di calcio ed ex calciatore slovacco, di ruolo portiere, preparatore dei portieri dello Slavoj Vyšehrad.

## Carriera

### Club

#### Košice
Nasce a Košice nel 1978 quando la città è ancora in Cecoslovacchia. Il 1º gennaio 1993 la Cecoslovacchia si divide in Repubblica Ceca e Slovacchia. Čontofalský diviene quindi un cittadino slovacco.
A 19 anni il Košice lo acquista, ma il giovane portiere non riuscirà a giocare molti incontri. Nel 1997 il Košice deve difendere il titolo dell'anno precedente e ci riesce battendo lo Spartak Trnava e vincendo lo scudetto e la Supercoppa di Slovacchia 5-0 sullo Slovan Bratislava che aveva vinto la Coppa di Slovacchia l'anno prima. Il Košice prende parte alla UEFA Champions League 1997-1998 iniziando dal primo turno preliminare dove battono gli inesperti dell'ÍA (squadra islandese) per 4-0 (3-0 in casa e 0-1 ad Akranes).
Proseguendo il torneo incontrano i russi dello Spartak Mosca e li sconfiggono con un complessivo di 2-1 (2-1 a Košice e 0-0 a Mosca); arrivano quindi ai gironi di Champions League ma il girone è davvero troppo duro per gli slovacchi che infatti incontrano la Juventus, il Feyenoord e il Manchester United. Perdono il proprio girone concludendolo a 0 punti con 6 sconfitte: (in casa Košice 0–3 Manchester United, Košice 0–1 Juventus, Košice 0–1 Feyenoord; e in trasferta Feyenoord 2–0 Košice, Juventus 3–2 Košice, Manchester United 3–0 Košice). Il Košice rischia il treble ma lo Spartak Trnava battendolo in coppa 2-0 rovina questo sogno (sarà l'unica coppa che lo Spartak Trnava vincerà in 6 finali).
Nel 1998 la prima partita è quella di Supercoppa ma i soliti rossoneri battono i detentori del titolo 3-1. In Champions League gli slovacchi prima eliminano i nordirlandesi del Cliftonville FC con un punteggio complessivo di 13-1 (1-5 a Belfast e 8-0 in casa) e poi vengono eliminati ai danni dei danesi del Brøndby 1-2 (0-2 in Slovacchia e 1-0 a Brøndby). Vanno quindi in Coppa UEFA ma sfortunatamente per loro, incontrano il Liverpool che li elimina con un risultato di 8-0 (0-3 in casa e 5-0 in Inghilterra). Nel 1999 partirà per Praga.

#### Bohemians Praga
Nella stagione 1999-2000 il Bohemians Praga si interessa a lui e lo acquista. A Praga giocherà due stagioni e mezza. La stagione 1999-2000 è altalenante è il campionato si chiude con un discreto 7º posto. Nel 2000 Čontoffalský gioca da titolare e il Bohemians conclude 8º in campionato. L'anno successivo i praghensi chiudono al quarto posto in campionato che però non gli vale nessuna coppa: lo Slovan Liberec (vincitore della Gambrinus Liga 2001-2002), lo Sparta Praga andarono in Champions League, mentre il Viktoria Žižkov e la vincente della coppa nazionale ovvero lo Slavia Praga andarono all'edizione della Coppa UEFA. Nel 2002 la squadra finisce al penultimo posto in classifica ed è retrocessa in Druhá liga.

#### Zenit San Pietroburgo
Il portiere ormai venticinquenne approda alla squadra russa dello Zenit San Pietroburgo come portiere di riserva di Vjačeslav Malafeev nel 2003. Giocherà poche partite in 6 anni (solo 45). Nella prima stagione con i blu-bianco-azzurri lo slovacco gioca poco ma lo Zenit sfiora lo scudetto battuto di sole 3 lunghezze dai rivali del CSKA Mosca. Si quilifcano dunque per la Coppa UEFA: eliminano gli austriaci dell'SV Pasching grazie alla Regola dei gol fuori casa dopo il 3-3 (3-1 a Klagenfurt e 2-0 a Leningrado), avanzano facilmente nel torneo eliminando i serbomontenegrini della Stella Rossa con un risultato netto 6-1 (4-0 a in Russia e 1-2 a Belgrado). Arriva alla fase a gironi dove incontra LOSC Lille Métropole, Siviglia, Alemannia Aachen e AEK Atene. Un girone passabile ma lo Zenit si trova meglio a giocherà in casa che fuori (4 punti in Russia e 1 in trasferta) e quindi perde il girone (anche se ha la miglior differenza reti del gruppo +3)
L'anno seguente lo Zenit lo conclude in quarta posizione a 5 lunghezze dalla vincitrice la Lokomotiv Mosca. Il capocannoniere e l'attaccante dello Zenit Kerzhakov e lo Zenit trova l'Europa: anche quest'anno incredibilmente i destini dello Zenit e dell'SV Pasching devono incontrarsi: (2-2 a Klagenfurt e 1-1 a San Pietroburgo) ciò vuol dire che per la Regola dei goal in trasferta passa lo Zenit che sembra rivivere il percorso europeo dell'anno precedente: infatti sulla strada dei bianco-azzurri c'è di nuovo l'AEK Atene estromesso 1-0 (0-0 in casa e 0-1 ad Atene. Lo Zenit arriva ai gironi ed è messo di nuovo nel girone H dove incontra il Bolton, il Beşiktaş, il Vitoria SC e incontra nuovamente gli spagnoli del Siviglia. Lo Zenit fa sempre meglio in casa (6 punti) che in trasferta (1 punto), ma questa volta passa il turno.
I russi incontrano i norvegesi del Rosenborg BK e li eliminano dalla competizione continentale (0-2 a Trondheim e 1-2 in casa), agli ottavi incontrano il Marsiglia e lo estromettono dal torneo (0-1 a Marsiglia e 1-1 in Russia); ai quarti lo Zenit incontra il Siviglia: è la terza volta in 2 anni e la seconda in pochi mesi. In Spagna i russi vengono battuti 4-1 e a San Pietroburgo il risultato di 1-1 li esclude dalla Coppa UEFA. Nel successivo campionato lo Zenit chiude 6º e non può partecipare alle coppe europee: la Coppa UEFA è vinta nuovamente dal Siviglia che batte i connazionali dell'Espanyol in finale ai rigori.
Nel 2006 lo Zenit lotterà per il 3º posto in campionato che perderà a favore della Lokomotiv Mosca, centrando comunque la Coppa UEFA: partono dal 2º turno preliminare ed eliminano con facilità gli slovacchi del FC ViOn Zlaté Moravce con un punteggio di 0-5 (0-2 a Zlaté Moravce e 0-3 a San Pietroburgo), arrivano al primo turno preliminare dove le squadre russe non deludono le aspettative (Midtjylland contro Lokomotiv Mosca finisce con un netto 5-1; lo Zenit batte i belgi dello Standard Liegi 4-1 e lo Spartak Mosca da una lezione di calcio agli svedesi del BK Häcken con un rotondo 8-1). Lo Zenit viene inserito nel Girone A comprendente l'AE Larissa, l'Everton, il Norimberga e l'AZ Alkmaar. Conclude con pochi punti nel girone (3 in trasferta e 2 in casa) ma passa grazie al 3º posto.
Lo Zenit arriva ai sedicesimi di finale ma qui a ostacolare il cammino verso la coppa ci sono i rivali dello Spartak Mosca: finisce 2-2 ma passano i bianco-azzurri, agli ottavi c'è il Marsiglia con cui passa grazie alla Regola dei gol fuori casa (3-1 in Francia e 0-2 in Russia). Ai quarti la formazione di San Pietroburgo affronta i tedeschi del Bayer molto esperti in coppe europee (1-4 al BayArena di Leverkusen e 1-0 al Petrovskij di San Pietroburgo), si arriva in semifinale ed è già un traguardo importante: La compagine russa si vede contro la superfavorita del torneo il Bayern Monaco che ai tempi aveva già vinto 4 Coppe dei Campioni/Champions League, una Coppa UEFA, 2 Coppe Intercontinentali e molti altri titolo importanti.
I russi riescono nell'impresa di pareggiare a Monaco 1-1 e di vincere in Russia 4-0 anche se Il 1º ottobre il quotidiano spagnolo El País pubblica un articolo in cui riporta che sulla partita vinta dallo Zenit per 4-0 contro il Bayern Monaco aleggerebbe il sospetto di corruzione, così come sarebbe stato affermato da due mafiosi russi che, durante una telefonata intercettata, si vantavano di aver pagato 50 miliardi per far vincere lo Zenit.. La finale contro i Rangers di Glasgow viene vinta con un netto 2-0. Lo Zenit domina l'incontro che però è deciso dal centrocampista russo Denisov solo a 30' dalla fine, mentre il risultato si arrotonda in pieno recupero grazie al gol di un altro centrocampista russoZyryanov. A Manchester nel City of Manchester Stadium lo stadio del City davanti a circa 44 000 spettatori lo Zenit San Pietroburgo festeggia la prima Coppa UEFA della sua storia e anche di quella di Čontofalský.
Nel 2007 lo Zenit batterà la concorrenza e vincerà il Campionato russo, anche questo per la prima volta nella storia dei "Meshki" (I sacchi). La Supercoppa UEFA è vinta ai danni del grande Manchester United per 2-1 reti di Pogrebnyak e del trequartista Danny per lo Zenit e di Vidic per i red devils. Nella coppa UEFA che segue lo Zenit è chiamato a difendere il titolo dell'anno precedente. La squadra di San Pietroburgo parte dai sedicesimi e batte lo Stoccarda con un doppio 2-1 a Stoccarda e in Russia, affronta quindi l'Udinese che sconfigge i russi (2-0 ad Udine e 0-1 a San Pietroburgo). Lo Zenit del portiere slovacco vince la Supercoppa di Russia nel 2008. A gennaio del 2009 lo slovacco passa ai ciprioti dell'AEL Limassol per trovare più spazio dato che è oscurato dal russo Malafeev portiere titolare dal 1999.

#### AEL Limassol
Si trasferisce a gennaio del 2009 nell'AEL Limassol squadra che gioca nel Campionato cipriota. Gioca 7 incontri nel 2010 e il AEL Limassol conclude al 5º posto il campionato.

#### Larissa
Nel gennaio del 2011 si trasferisce al Larissa, squadra in cui esordisce il 5 febbraio in Asteras Tripolis-Larissa 1-1. Gioca i primi quattro incontri di febbraio, nei quali subisce 6 reti. Il 6 marzo viene lasciato in panchina al posto di Ambaros.

### Nazionale
Con la Slovacchia under 21 ha partecipato al torneo di calcio delle Olimpiadi di Sydney 2000. Tra il 2002 e il 2007 ha collezionato 34 presenze con la nazionale maggiore.

## Statistiche

### Cronologia presenze e reti in nazionale
| Cronologia completa delle presenze e delle reti in nazionale ― Slovacchia | Cronologia completa delle presenze e delle reti in nazionale ― Slovacchia | Cronologia completa delle presenze e delle reti in nazionale ― Slovacchia | Cronologia completa delle presenze e delle reti in nazionale ― Slovacchia | Cronologia completa delle presenze e delle reti in nazionale ― Slovacchia | Cronologia completa delle presenze e delle reti in nazionale ― Slovacchia | Cronologia completa delle presenze e delle reti in nazionale ― Slovacchia | Cronologia completa delle presenze e delle reti in nazionale ― Slovacchia |
| Data                                                                      | Città                                                                     | In casa                                                                   | Risultato                                                                 | Ospiti                                                                    | Competizione                                                              | Reti                                                                      | Note                                                                      |
| ------------------------------------------------------------------------- | ------------------------------------------------------------------------- | ------------------------------------------------------------------------- | ------------------------------------------------------------------------- | ------------------------------------------------------------------------- | ------------------------------------------------------------------------- | ------------------------------------------------------------------------- | ------------------------------------------------------------------------- |
| 27-3-2002                                                                 | Graz                                                                      | Austria                                                                   | 2 – 0                                                                     | Slovacchia                                                                | Amichevole                                                                | -2                                                                        |                                                                           |
| 14-5-2002                                                                 | Prešov                                                                    | Slovacchia                                                                | 4 – 1                                                                     | Uzbekistan                                                                | Amichevole                                                                | -1                                                                        |                                                                           |
| 21-8-2002                                                                 | Olomouc                                                                   | Rep. Ceca                                                                 | 4 – 1                                                                     | Slovacchia                                                                | Amichevole                                                                | -4                                                                        |                                                                           |
| 9-7-2004                                                                  | Hiroshima                                                                 | Giappone                                                                  | 3 – 1                                                                     | Slovacchia                                                                | Kirin Cup                                                                 | -3                                                                        |                                                                           |
| 11-7-2004                                                                 | Fukuoka                                                                   | Serbia e Montenegro                                                       | 2 – 0                                                                     | Slovacchia                                                                | Kirin Cup                                                                 | -2                                                                        |                                                                           |
| 4-9-2004                                                                  | Mosca                                                                     | Russia                                                                    | 1 – 1                                                                     | Slovacchia                                                                | Qual. Mondiali 2006                                                       | -1                                                                        |                                                                           |
| 8-9-2004                                                                  | Bratislava                                                                | Slovacchia                                                                | 7 – 0                                                                     | Liechtenstein                                                             | Qual. Mondiali 2006                                                       | -                                                                         |                                                                           |
| 9-10-2004                                                                 | Bratislava                                                                | Slovacchia                                                                | 4 – 1                                                                     | Lettonia                                                                  | Qual. Mondiali 2006                                                       | -1                                                                        |                                                                           |
| 17-11-2004                                                                | Trnava                                                                    | Slovacchia                                                                | 0 – 0                                                                     | Slovenia                                                                  | Amichevole                                                                | -                                                                         | 46’                                                                       |
| 9-2-2005                                                                  | Larnaca                                                                   | Romania                                                                   | 2 – 2                                                                     | Slovacchia                                                                | Amichevole                                                                | -2                                                                        |                                                                           |
| 26-3-2005                                                                 | Tallinn                                                                   | Estonia                                                                   | 1 – 2                                                                     | Slovacchia                                                                | Qual. Mondiali 2006                                                       | -1                                                                        |                                                                           |
| 30-3-2005                                                                 | Bratislava                                                                | Slovacchia                                                                | 1 – 1                                                                     | Portogallo                                                                | Qual. Mondiali 2006                                                       | -1                                                                        |                                                                           |
| 4-6-2005                                                                  | Lisbona                                                                   | Portogallo                                                                | 2 – 0                                                                     | Slovacchia                                                                | Qual. Mondiali 2006                                                       | -2                                                                        |                                                                           |
| 8-6-2005                                                                  | Lussemburgo                                                               | Lussemburgo                                                               | 0 – 4                                                                     | Slovacchia                                                                | Qual. Mondiali 2006                                                       | -                                                                         |                                                                           |
| 17-8-2005                                                                 | Vaduz                                                                     | Liechtenstein                                                             | 0 – 0                                                                     | Slovacchia                                                                | Qual. Mondiali 2006                                                       | -                                                                         | 56’                                                                       |
| 3-9-2005                                                                  | Bratislava                                                                | Slovacchia                                                                | 2 – 0                                                                     | Germania                                                                  | Amichevole                                                                | -                                                                         |                                                                           |
| 7-9-2005                                                                  | Riga                                                                      | Lettonia                                                                  | 1 – 1                                                                     | Slovacchia                                                                | Qual. Mondiali 2006                                                       | -1                                                                        |                                                                           |
| 8-10-2005                                                                 | Bratislava                                                                | Slovacchia                                                                | 1 – 0                                                                     | Estonia                                                                   | Qual. Mondiali 2006                                                       | -                                                                         |                                                                           |
| 12-10-2005                                                                | Bratislava                                                                | Slovacchia                                                                | 0 – 0                                                                     | Russia                                                                    | Qual. Mondiali 2006                                                       | -                                                                         |                                                                           |
| 12-11-2005                                                                | Madrid                                                                    | Spagna                                                                    | 5 – 1                                                                     | Slovacchia                                                                | Qual. Mondiali 2006                                                       | -5                                                                        | 51’                                                                       |
| 16-11-2005                                                                | Bratislava                                                                | Slovacchia                                                                | 1 – 1                                                                     | Spagna                                                                    | Qual. Mondiali 2006                                                       | -1                                                                        |                                                                           |
| 20-5-2006                                                                 | Trnava                                                                    | Slovacchia                                                                | 1 – 1                                                                     | Belgio                                                                    | Amichevole                                                                | -1                                                                        | 3’ 46’                                                                    |
| 15-8-2006                                                                 | Bratislava                                                                | Slovacchia                                                                | 3 – 0                                                                     | Malta                                                                     | Amichevole                                                                | -                                                                         | 46’                                                                       |
| 2-9-2006                                                                  | Bratislava                                                                | Slovacchia                                                                | 6 – 1                                                                     | Cipro                                                                     | Qual. Euro 2008                                                           | -1                                                                        |                                                                           |
| 6-9-2006                                                                  | Bratislava                                                                | Slovacchia                                                                | 0 – 3                                                                     | Rep. Ceca                                                                 | Qual. Euro 2008                                                           | -3                                                                        |                                                                           |
| 7-10-2006                                                                 | Cardiff                                                                   | Galles                                                                    | 1 – 5                                                                     | Slovacchia                                                                | Qual. Euro 2008                                                           | -1                                                                        |                                                                           |
| 11-10-2006                                                                | Bratislava                                                                | Slovacchia                                                                | 1 – 4                                                                     | Germania                                                                  | Qual. Euro 2008                                                           | -4                                                                        |                                                                           |
| 15-11-2006                                                                | Žilina                                                                    | Slovacchia                                                                | 3 – 1                                                                     | Bulgaria                                                                  | Amichevole                                                                | -                                                                         | 46’                                                                       |
| 7-2-2007                                                                  | Jerez de la Frontera                                                      | Slovacchia                                                                | 2 – 2                                                                     | Polonia                                                                   | Amichevole                                                                | -2                                                                        |                                                                           |
| 24-3-2007                                                                 | Strovolos                                                                 | Cipro                                                                     | 1 – 3                                                                     | Slovacchia                                                                | Qual. Euro 2008                                                           | -1                                                                        |                                                                           |
| 28-3-2007                                                                 | Dublino                                                                   | Irlanda                                                                   | 1 – 0                                                                     | Slovacchia                                                                | Qual. Euro 2008                                                           | -1                                                                        |                                                                           |
| 6-6-2007                                                                  | Amburgo                                                                   | Germania                                                                  | 2 – 1                                                                     | Slovacchia                                                                | Qual. Euro 2008                                                           | -2                                                                        |                                                                           |
| 13-10-2007                                                                | Dubnica nad Váhom                                                         | Slovacchia                                                                | 7 – 0                                                                     | San Marino                                                                | Qual. Euro 2008                                                           | -                                                                         | cap.                                                                      |
| 17-11-2007                                                                | Praga                                                                     | Rep. Ceca                                                                 | 3 – 1                                                                     | Slovacchia                                                                | Qual. Euro 2008                                                           | -3                                                                        |                                                                           |
| Totale                                                                    |                                                                           | Presenze                                                                  | 34                                                                        |                                                                           | Reti                                                                      | -46                                                                       |                                                                           |

## Palmarès

### Club
- Campionato russo: 1

Zenit: 2007
- Coppa UEFA: 1

Zenit: 2007-2008
- Supercoppa di Russia: 1

Zenit: 2008
- Supercoppa UEFA: 1

Zenit: 2008